# Districte de Dondușeni
El districte de Dondușeni (en romanès Raionul Dondușeni) és una de les divisions administratives del nord de la República de Moldàvia, fronterera amb Ucraïna. La capital és Dondușeni. A Dondușeni, el PCRM va obtenir el 55% dels vots a les eleccions de 2005. L'u de gener de 2005, la població era de 46.300 habitants.